# RK Slovenj Gradec
Il Rokometni Klub Slovenj Gradec è una squadra di pallamano maschile slovena con sede a Slovenj Gradec.